# Balung Kidul
Balung Kidul is een bestuurslaag in het regentschap Jember van de provincie Oost-Java, Indonesië. Balung Kidul telt 4632 inwoners (volkstelling 2010).